# Leask's
Leask's, ook bekend als Samuel Leask & Sons was een Amerikaanse regionale warenhuisketen. De warenhuisketen was actief van 1892 tot 1988.

## Geschiedenis
In 1892 nam Samuel Leak Sr. met John Johnston de Seaside Store in Santa Cruz, Californië over. In 1896 werd Johnston uitgekocht. In 1905 kocht Leak een perceel op de hoek van Church Street en Pacific Avenue om een nieuwe winkel met kantoor te bouwen. Ondanks de grote aardbeving in 1906 werd het nieuwe gebouw later dat jaar opgeleverd. In de decennia erna groeide de winkel steeds verder uit door het opkopen van aangrenzende panden. De winkel groeide uit tot Leask's Department Store met een oppervlakte van 7.400 m².         
Leask's had filialen in:        
- Santa Cruz, Pacific Avenue[5] (7.400 m²)
- Scotts Valley, (1.000 m2), geopend in 1986.[2]
- Aptos, Rancho del Mar Plaza[6] (840 m2), geopend in 1964.[2]

Daarnaast was er ten tijde van de verkoop in 1988 een nieuw filiaal in aanbouw in de Capitola Mall in Capitola. In 1988 werd de warenhuisketen Leask's overgenomen door de warenhuisketen Gottschalks, waarna de filialen omgedoopt werden tot Gottschalks. Het in aanbouw zijnde filiaal werd geopend als Gottschalks.